# Vipsani Lenat
Vipsani Lenat (llatí: Vipsanius Laenas) va ser un magistrat romà del segle i aC.
Va ser governador de la província de Sardenya probablement l'any 55 aC, i el 56 aC va ser condemnat per la seva mala administració, En parla Tàcit als seus Annals.